# Прайссинг, Том
Том Прайссинг (англ. Tom Preissing; 3 декабря 1978, Арлингтон Хайтс, Иллинойс) — профессиональный американский хоккеист. Амплуа — защитник.

## Игровая карьера
На драфте НХЛ не выбирался. 4 апреля 2003 года как свободный агент подписал контракт с «Сан-Хосе Шаркс». 10 июля 2006 года «Чикаго Блэкхокс» обменяли Прайссинга, защитника Михала Баринку, нападающего Джоша Хеннесси и выбор во втором раунде драфта 2008 года в «Оттава Сенаторз» на нападающих Брайана Смолински и Мартина Гавлата.

## Статистика
```
                                            
                                            --- Regular Season ---  ---- Playoffs ----
Season   Team                        Lge    GP    G    A  Pts  PIM  GP   G   A Pts PIM
--------------------------------------------------------------------------------------
1997-98  Green Bay Gamblers          USHL   56    8   13   21   30   4   0   2   2   2
1998-99  Green Bay Gamblers          USHL   53   18   37   55   40   6   3   6   9   2
1999-00  Colorado College            NCAA   36    4   14   18   20
2000-01  Colorado College            NCAA   33    6   18   24   26
2001-02  Colorado College            NCAA   43    6   26   32   42
2002-03  Colorado College            NCAA   42   23   29   52   16
2003-04  San Jose Sharks             NHL    69    2   17   19   12  11   0   1   1   0
2004-05  Krefeld Penguins            DEL    33    1    6    7   32  --  --  --  --  --
2005-06  San Jose Sharks             NHL    74   11   32   43   26  11   1   6   7   4
2006-07  Ottawa Senators             NHL    56    5   25   30   12
--------------------------------------------------------------------------------------
         NHL Totals                        199   18   74   92   50  22   1   7   8   4

```